# مرکز طبی کودکان

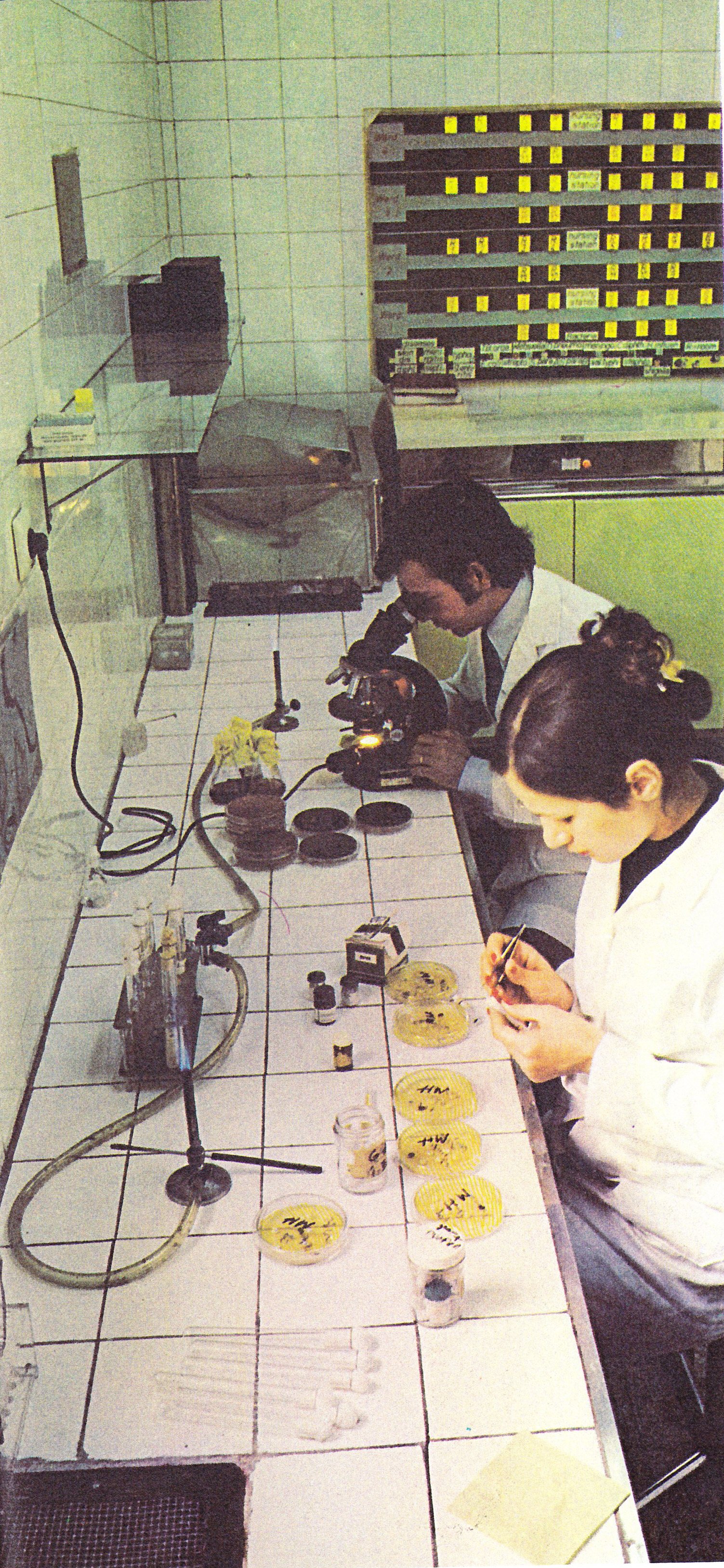
آزمایشگاه مرکز طبی کودکان

مرکز طبی کودکان در سال ۱۳۴۷ مورد بهره‌برداری قرار گرفت. جمعیت طرفداران مرکز طبی کودکان به ریاست فرح پهلوی در سال ۱۳۴۰ بنیان شد. هدف این جمعیت ساختن و اداره مرکز طبی کودکان در تهران بود. جمعیت طرفداران مرکز طبی کودکان هزینه ساخت بیمارستان و تمامی تجهیزات بخش‌های گوناگون آن را پرداخت سازمان این جمعیت از شورای عالی، هیئت مدیره و بازرس عالی تشکیل می‌شود. عضوهای شورای عالی این جمعیت بنیان‌گذاران و مسولین امور بهداشتی و آموزشی کشور می‌باشند. وزیر بهداری، وزیر آموزش و پرورش، رئیس دانشگاه تهران و رئیس دانشکده پزشکی دانشگاه تهران عضو شورای عالی هستند. هیئت مدیره پنج نفری جمعیت برگزیده از جانب شورای عالی برای دو سال می‌باشد. فرح پهلوی بازرس عالی را برای یک سال منصوب می‌کرد.
بیمارستان مرکز طبی کودکان اولین بیمارستان فوق تخصصی کودکان در ایران به سبک جدید و دارای یکی از برجسته ترین و معدودترین مراکز جراحی قلب اطفال در کشور می باشد.

## تاریخچه
ساخت این بیمارستان در سال ۱۳۳۷ آغازشد. پیشنهاد دهنده ساخت آن مرحوم دکتر حسن اهری بوده‌اند. او تفکر ساخت این مرکز را ره‌آورد بازدیدی که به همراه مرحوم دکتر محمد قریب بنیانگذار طب نوین اطفال ایران از بیمارستان‌های کودکان شهر تورنتو و چند مرکز علمی ویژه کودکان در آمریکا داشتند ذکر نمودند.
منبع مالی ساخت این بیمارستان همچون سایر مراکز طبی کودکان نیکوکاران پیش‌بینی شد و دکتر حسن اهری در تحقق این هدف به کمک افراد و سازمان‌های نیکوکار اعتقاد داشت و خود نیز به عنوان اولین نفر اندوخته خود را در فروردین سال ۱۳۴۰ برای این منظور اهدا نمود. ایشان در مراجعه به افراد نیکوکار با ارائه شواهد و آمار موجود در مورد مرگ و میر و شیوع بیماری‌های کودکان نظر آنان را جهت ساخت این مرکز جلب نمود. ولی از آنجائی که این مبالغ نمی‌توانست پاسخگوی هزینه‌های ساخت و تجهیز این بیمارستان باشد به ناچار دست استمداد به سوی سازمانهای ملی و دولتی دراز نمودند و سرانجام موضوع ساخت این مرکز در برنامه سوم دولت ایران قرار گرفت و مسئولیت اجرای این طرح در دی ماه ۱۳۴۰ به خود دکتر اهری واگذار گردید. طرح ساختمانی این بیمارستان از نقشه بیمارستانهای اطفال کانادا، آمریکا و سوئیس الگو گرفته شده و نمای هوائی آن طرح حرف H انگلیسی (ابتدای کلمه Hospital) که در طراحی برخی بیمارستانها بکار گرفته شده می‌باشد. هرچند این طرح طی سالیان بعد با تغییرات ساختمانی بیمارستان تاحدی تغییر نموده است. عملیات ساختمانی بیمارستان در مهرماه سال ۱۳۴۲ شروع گردید. در هنگام ساخت بیمارستان دکتر حسن اهری همواره از نزدیک بر امور طراحی، ساخت و تجهیز بیمارستان نظارت دقیق و مستمر می‌نمود.

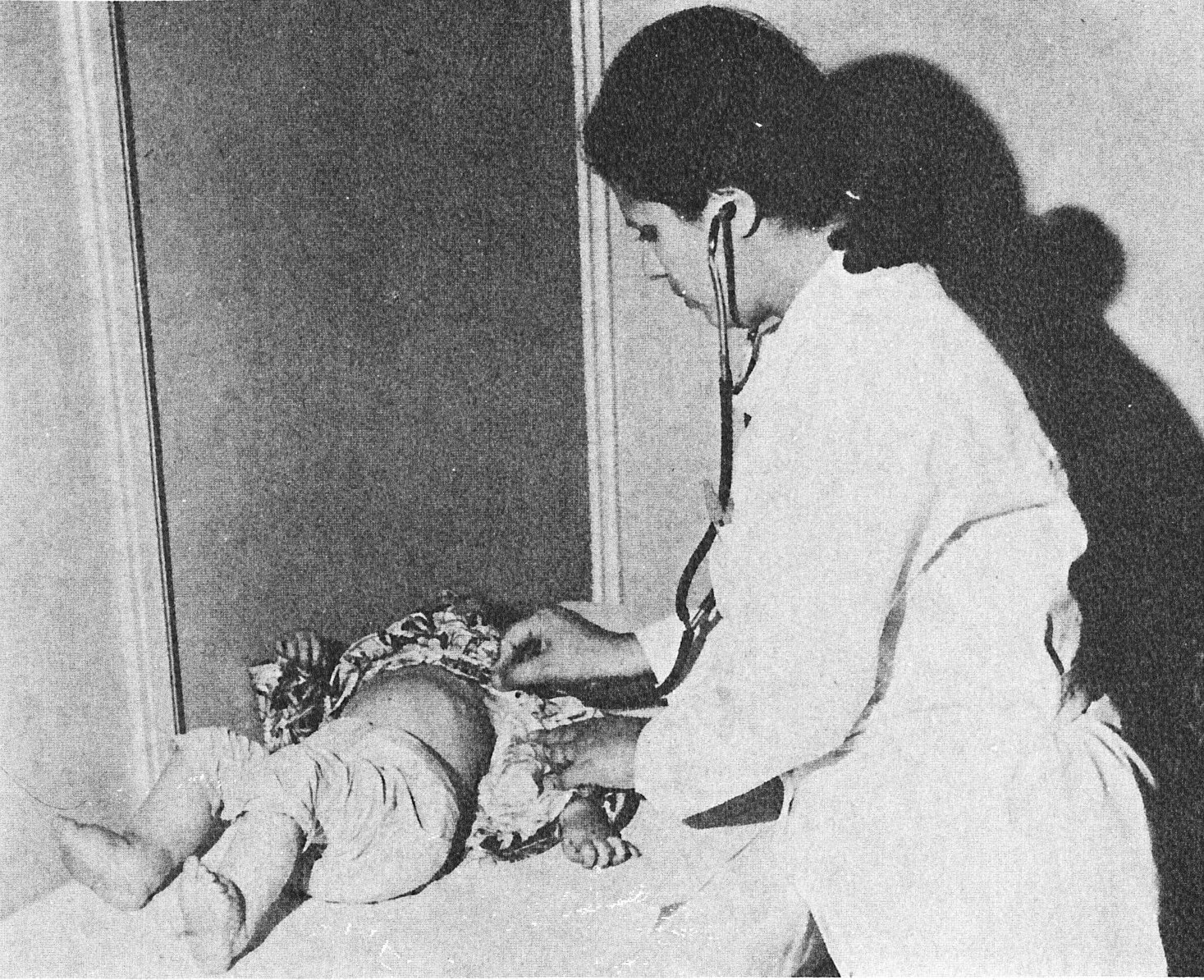
پزشکی در حال معاینه یک کودک در مرکز طبی کودکان در سال ۱۳۵۱

علاوه بر کمک افراد خیر، سازمان برنامه وقت، دانشگاه تهران و جمعیت شیر و خورشید سرخ ایران مشارکت داشتند و خرید تجهیزات خارجی بیمارستان با واسطه نهضت بین‌المللی صلیب سرخ و هلال احمر صورت گرفت و بدین ترتیب صرفه جویی قابل توجهی در صرف اعتبارات آن بعمل آمد.
همزمان با تصویب طرح ساخت این مرکز جمعیتی را به نام جمعیت طرفداران مرکز طبی کودکان تشکیل شد که در سال ۱۳۴۴ به ثبت رسیده و دارای شخصیت حقوقی گردید. این جمعیت هزینه بستری بیماران بی‌بضاعت و برگشت آنان به شهرهای خود را تقبل می‌نمود و بیماران بستری شده در این مرکز هیچگونه هزینه‌ای برای بستری، درمان و دارو پرداخت نمی‌نمودند. در آبان ماه سال ۱۳۴۶ با جلب نظر مسئولین دانشگاه تهران و تصویب آئین نامه‌های مربوطه اداره مرکز به جمعیت طرفداران مرکز طبی کودکان واگذار گردید و جمعیت نیز مسئولیت آماده سازی و افتتاح مرکز را برعهده گرفت. سه ماه پس از این واقعه یعنی در ۲۸ اسفندماه ۱۳۴۶ مصادف با عید سعید غدیر دو واحد درمانگاهی فیزیوتراپی و دندانپزشکی مرکز افتتاح گردید. به دنبال آن در اردیبهشت سال ۱۳۴۷ درمانگاه بهداشت کودکان و در شهریورماه همان سال درمانگاه بیماریهای کودکان و بخش یک بستری بیماران آماده گردید. سرانجام در آبانماه سال ۱۳۴۷ سایر بخش‌های بیمارستان آماده و بیمارستان رسماً افتتاح گردید.
این عبارت در صفحه اول قرآنی که برای افتتاح مرکز آورده شده بود نوشته شده و در کتابخانه بیمارستان محفوظ می‌باشد: 
در روز چهارشنبه دهم آبانماه سال 1346 شمسي (اول نوامبر ۱۹۶۷ ميلادی) که مصادف با ۲۷ رجب ۱۳۸۷ قمری و عيد بزرگ مبعث بود اين قرآن را به مرکز طبی کودکان آوردم و به فضل خدای متعال و همکاري کارکنان اين مرکز موفق به تکميل وسايل و تجهيز شديم و روز چهارشنبه پانزدهم آبانماه ۱۳۴۷ (۶ نوامبر ۱۹۶۸ ميلادی) که مصادف با شب ميلاد حضرت قائم (۱۴ شعبان ۱۳۸۸ قمری) بود علی‌احضرت فرح پهلوی شهبانوی ایران مرکز طبی کودکان را افتتاح و از اين جهت مورد پسند و رضايت خداوند گرديد. دکتر حسن اهری
این مرکز از ابتدای تأسیس از جنبه آموزشی به دانشگاه تهران وابسته بود ولی از جنبه اداری مستقل و زیر نظر جمعیت اداره می‌شد. بسیاری از بخش‌های فوق تخصصی کودکان از ابتدای تأسیس پیش‌بینی و راه‌اندازی شد و آموزش رده تخصصی بیماریهای کودکان که تا قبل از این به صورت آسیستانی و بدون صدور مدرک آکادمیک پزشکی بود، به شکل پیشرفته و امروزی با شروع به کار این بیمارستان آغاز شد و طی سال‌های بعد نیز آموزش رده فوق تخصصی پزشکی به آن اضافه گردید. ویژگی‌های آموزشی، تحقیقاتی و درمان این بیمارستان سبب شد این بیمارستان، مرکز ریفرال بیمارهای کودکان ایران به ویژه بیماران صعب العلاج شده و تاکنون نیز (با وجود تأسیس بیمارستانهای دیگر کودکان) باقی‌مانده‌است.
اداره این مرکز پس از انقلاب ایران (۱۳۵۷) به وزارت بهداری و از سال ۱۳۶۴ با انحلال وزارت بهداری به دانشگاه علوم پزشکی تهران واگذارشد.

## بخش‌های بیمارستان
بخش‌های که در حال حاضر در این مرکز فعال هستند عبارتند از: 
بخش‌های بستری بیمار:
- نوزادان و مراقبتهای ویژه نوزادان
- بخش مراقبتهای ویژه کودکان
- بیماری‌های عفونی کودکان
- بیماری‌های کلیه کودکان
- بیماری‌های خون کودکان
- بیماری‌های غدد و متابولیک کودکان
- جراحی کودکان و نوزادان
- بیماری‌های گوارش کودکان
- بیماری‌های ایمونولوژی و آلرژی
- بیماری‌های قلب کودکان
- بیماری‌های روماتولوژی کودکان
- بیماری‌های اعصاب کودکان داخلی
- جراحی اعصاب کودکان
- ارولوژی کودکان
- ارتوپدی کودکان

بخش‌های سرپائی: 
- دیالیز کودکان
- پزشکی هسته‌ای کودکان
- واکسیناسیون
- اورژانس
- درمانگاه‌های فوق تخصصی کودکان